# پلنگ آفریقایی
پلنگ آفریقایی (Panthera pardus pardus) یکی از زیرگونه‌های پلنگ، بومی بسیاری از کشورهای آفریقایی است که به طور گسترده در بیشتر مناطق جنوب صحرای آفریقا پراکنده است، اما محدوده‌ی تاریخی آن، در اثر تخریب زیستگاه، تکه تکه شده است. پلنگ در شمال آفریقا نیز ثبت شده است. 

## طبقه بندی
Felis pardus نامی علمی بود که توسط کال لینه در سال ۱۷۵۸ مورد استفاده قرار گرفت. توصیف او براساس توصیف طبیعت گرایان قبلی مانند کنراد گسنر بود. در قرن 18 و 19، چندین طبیعت شناس پوست و جمجمه پلنگ های مختلف را از آفریقا توصیف کردند.
نتایج تجزیه و تحلیل‌های ژنتیکی، نشان می‌دهد که همه‌ی جمعیت های پلنگ آفریقایی به طور کلی به هم نزدیک هستند و تنها یک زیرگونه با نام علمی P.p.pardus را شامل می‌شوند. 

## مشخصات
پلنگ آفریقایی بسته به مکان و زیستگاه، تنوع زیادی در رنگ پوشش دارد. رنگ پوشش از زرد کم رنگ تا طلایی تیره یا مایل به قهوه‌ای تا مشکی متغیر است و با خال‌های رز مانند و مشکی رنگ پوشیده شده است درحالی که سر، اندام‌های تحتانی و شکم خال‌های مشکی ساده‌ای دارند. پلنگ‌های نر بزرگتر هستند. آن‌ها به طور متوسط ۵۸ کیلوگرم (۱۲۸ پوند) وزن دارند و ۹۰ کیلوگرم (۲۰۰ پوند) حداکثر وزنی است که یک نر بدست می‌آورد. وزن ماده‌ها به طور متوسط حدود ۳۷٫۵ کیلوگرم (۸۳ پوند) است. 
پلنگ آفریقایی، از نظر جنسی دارای دوشکلی است. نرها بزرگتر و سنگین تر از ماده ها هستند. 
سنگین ترین پلنگ شناخته شده حدود ۹۶ کیلوگرم (۲۱۲ پوند) وزن داشت و در جنوب غربی آفریقا (نامیبیا) ثبت شد.
پلنگ‌های ساکن در کوه‌های استان کیپ در آفریقای جنوبی، کوچکتر از پلنگ‌های شمالی تر هستند. پلنگ های سومالی و اتیوپی هم کوچکتر هستند.

## پراکندگی و زیستگاه
پلنگ‌های آفریقایی در محدوده وسیعی از زیستگاه‌ها در آفریقا زندگی می‌کردند ، از جنگل‌های کوهستانی گرفته تا علفزار ها و ساوانا ، به استثنای بیابان بسیار شنی. 

## نگارخانه
با توجه به کاهش جمعیت پلنگ بربری که سبب جایگیری نام آن در فهرست گونه‌های در آستانه انقراض از سوی آی‌یوسی‌ان شده‌است، به‌ندرت می‌توان آن را در نواحی آفریقای شمالی مشاهده کرد. تنها جمعیت‌های کوچکی از این جانور امروزه در بخش‌هایی از کوه‌های اطلس در مراکش و الجزایر می‌زیند و شاید تعدادی از آن‌ها هنوز در مصر باقی مانده‌باشند.
پلنگ بربری در مقایسه با دیگر پلنگ‌ها دارای خزی بسیار ضخیم و متناسب با محیط سرد کوهستانی زیستگاهش است. این جانور از ماکاک بربری، غزال و برخی جانوران کوچک تغذیه می‌کند.

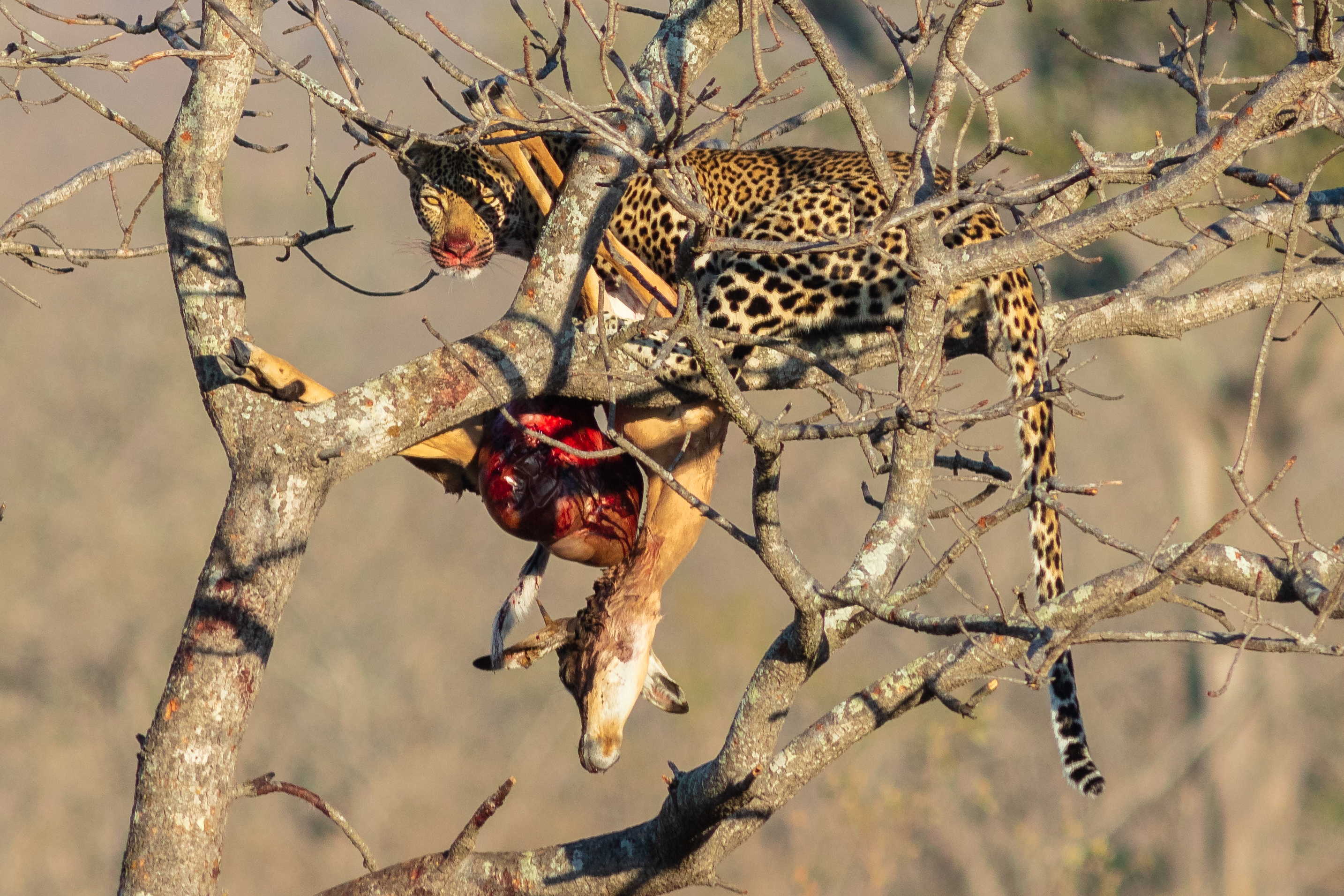
نگاره‌ای از یک پلنگ آفریقایی در حین دریدن یک ایمپالا بر روی درخت، در پارک ملی کروگر در آفریقای جنوبی.
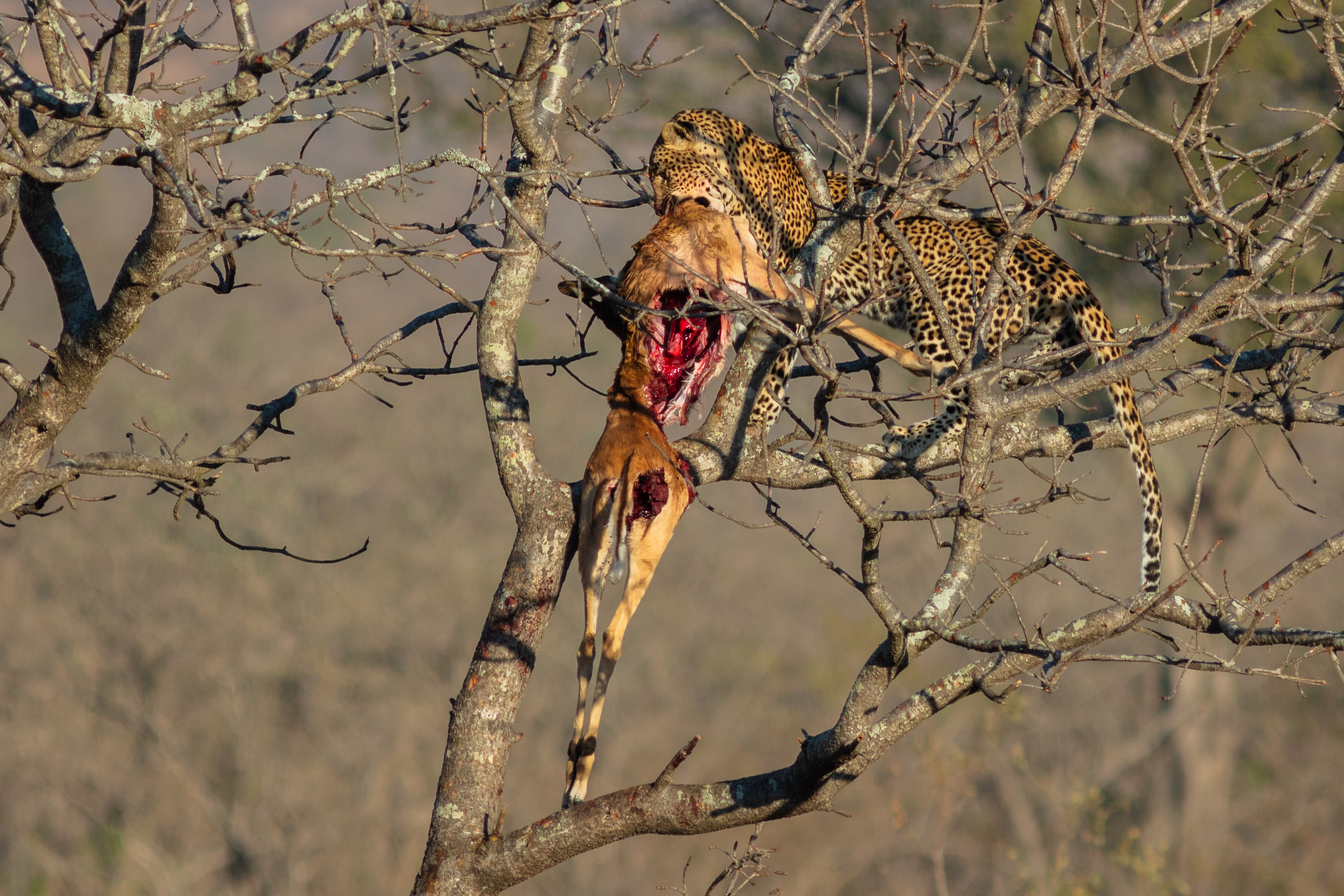